# Phoroncidia gayi
Phoroncidia gayi là một loài nhện trong họ Theridiidae.
Loài này thuộc chi Phoroncidia. Phoroncidia gayi được Hercule Nicolet miêu tả năm 1849.